# برج الحظ (مسلسل)

برج الحظ هو مسلسل درامي مصري من تأليف لينين الرملي وبطولة محمد عوض وصفاء أبو السعود ويدور حول «شرارة» شاب تلاحقه شائعة أنه نحس مما يدفع الجميع للابتعاد عنه ويسبب له الاكتئاب.

## شخصيات المسلسل
- محمد عوض.. بدور «شرارة»
- صفاء أبو السعود
- محمود المليجي
- سوسن ربيع

## فريق العمل
- إخراج :يحيى العلمي
- إنتاج : الشركة العربية للإنتاج الإعلامي
- تأليف : لينين الرملي
- مخرد مساعد : كمال رزق فؤاد، مفيد شهاب الدين
- مساعد مخرج : أحمد محمود
- كلمات التتر :بخيت بيومي
- ألحان التتر : منير مراد
- مونتاج فيديو :نظمي عبد القوي
- مونتاج إلكتروني :إقبال بحيري، فايزة مصطفي
- توزيع : قطاع الشئون المالية والإقتنصادية باتحاد الإذاعة والتليفزيون
- صفحة العمل علي موقع قاعدة بيانات السينما العربية